# Satte
Satte (幸手市 -shi) é uma cidade japonesa localizada na província de Saitama.
Em 2003 a cidade tinha uma população estimada em 55 392 habitantes e uma densidade populacional de 1 631,58 h/km². Tem uma área total de 33,95 km².
Recebeu o estatuto de cidade a 1 de Outubro de 1986.